# راؤول مارسيلو فاسكيز
راؤول مارسيلو فاسكيز هو دراج كوبي، ولد في 16 يناير 1948.

## وصلات خارجية
- راؤول مارسيلو فاسكيز على موقع أرشيف الدراجات (الإنجليزية)
- راؤول مارسيلو فاسكيز على موقع أوليمبيديا (الإنجليزية)